# Kremna (Prnjavor)
Kremna (szerbül: Кремна), település Bosznia-Hercegovinában, a Bosanska Krajina és a Bosanska Posavina közötti átmeneti területen, Prnjavor község területén, a Szerb Köztársaságban. 

## Fekvése
Bosznia-Hercegovina északi részén, Banja Lukától légvonalban 38, közúton 63 km-re keletre, községközpontjától légvonalban 5, közúton 7 km-re délkeletre, a Ljubić-hegység északi lábánál, a Jošavica-patak mentén és a környező dombokon, 175-380 méteres tengerszint feletti magasságban fekszik. Településrészei: Bujadnica, Grmčara, Kremna, Piplići, Podljubić, Vučijak, Podvučijak, Stanići és Tanasići.

## Népessége
| Nemzetiségi csoport | Népesség 1991 | Népesség 2013 |
| ------------------- | ------------- | ------------- |
| Szerb               | 1093          | 904           |
| Bosnyák             | 1             | 1             |
| Horvát              | 9             | 8             |
| Jugoszláv           | 35            | 0             |
| Egyéb               | 17            | 16            |
| Összesen            | 1155          | 929           |

## Története
A régészeti leletek tanúsága szerint a település határa már az őskőkorban is sűrűn lakott terület volt. Határában legalább négy őskőkori település maradványai találhatók, melyek korát többnyire az itt talált csiszolt kőeszközök és kőszerszámok határozzák meg. Több lelet ad bizonyságot arról, hogy a terület a bronzkorban, majd a vaskorban, végül a középkorban is lakott volt.
A település 1878-ig tartozott az Oszmán Birodalomhoz, ekkor a berlini kongresszus határozata alapján az Osztrák-Magyar Monarchia része lett. 1879-ben az első osztrák-magyar népszámlálás során a Prnjavori járáshoz tartozó településnek 50 háztartása és 365 ortodox lakosa volt. 1910-ben a Prnjavori járáshoz tartozó településen 83 háztartást, 557 ortodox, 1 muszlim, 6 görög katolikus és 6 római katolikus lakost találtak. A monarchia szétesésével 1918-ban előbb a Szerb-Horvát-Szlovén Királyság, majd 1929-től a Jugoszláv Királyság része. 1921-ben a községnek 98 háztartása és 511 lakosa volt. Az 1929-es törvény értelmében, amikor Bosznia-Hercegovinát négy banovinára, Drinskára, Vrbaskára, Zetskára és Primorskára osztották, a település a Vrbaska banovina része lett, amelynek székhelye Banja Luka volt Jugoszlávia megszállása után a Független Horvát Állam (NDH) része lett. A második világháború után a település a szocialista Jugoszláviához tartozott. A daytoni békeszerződést követő területfelosztásnál a település Prnjavor község részeként a Szerb Köztársaság területéhez került.

## Nevezetességei
- Vučijak településrész Szent Lázár fejedelem tiszteletére szentelt ortodox emléktemploma. A templom 1993 és 2000 között épült a hívek és Prnjavor önkormányzatának segítségével. A felszentelésre 2000. május 28-án került sor.[8]

- Kremna Szent Marina nagyvértanú tiszteletére szentelt ortodox temploma.

- Crkvina – középkori templom maradványai. Grmčarije településrész temetőjében egy kiemelekedő helyen kőfalú épület, valószínűleg egy templom maradványai láthatók. Körülötte durván megmunkált kerámiák töredékeit találták, melyek a késő középkorból származnak.[4]

- Gradina – őskori erődítmény maradványai Grmčrija településrészen, egy hosszúkás dombháton. Főbb leletei vaskori kerámiatöredékek.[4]

- Gradina nad Vijencu - őskori erődítmény maradványai a Vijenac nevű magaslaton. A kultúrréteget az erózió nagyrészt elpusztította. Főbb leletei kerámia használati tárgyak töredékei a késő bronzkorból és a vaskorból.[4]

- Mekota – őskőkori település maradványai a Vijaka-folyó jobb partja feletti teraszon. Leletei paleolitikumi kőszerszámok.[4]

- Ravan – őskőkori település maradványai egy déli irányba lejtő domboldalon, számos megmunkált kovakővel a korai paleolitikumból.[4]

- Šarčevica brijeg – őskőkori település maradványai egy nagy területű magaslat csúcsán. A leletek paleolit eredetű kőszerszámok, melyek közelebbi kultúrához való tartozása nem meghatározható.[4]

- Tuk - őskőkori település és bronzkori tumulus maradványai a Kremnica ukrinai torkolata feletti magaslaton.[4]

- Varoš – középkori település maradványai az Ukrina bal partja menti területen, ahol mészhabarcsba rakott falakkal épített házak alapjai láthatók, melyek valószínűleg a késő középkorból származnak.[4]